# Пневи (гміна, Груєцький повіт)
Гміна Пневи (пол. Gmina Pniewy) — сільська гміна у центральній Польщі. Належить до Груєцького повіту Мазовецького воєводства.
Станом на 31 грудня 2011 у гміні проживало 4691 особа.

## Площа
Згідно з даними за 2007 рік площа гміни становила 102.05 км², у тому числі:
- орні землі: 73.00%
- ліси: 21.00%

Таким чином, площа гміни становить 7.38% площі повіту.

## Населення
Станом на 31 грудня 2011:
| Опис     | Загалом | Загалом | Чоловіки | Чоловіки | Жінки | Жінки |
| -------- | ------- | ------- | -------- | -------- | ----- | ----- |
| одиниця  | осіб    | %       | осіб     | %        | осіб  | %     |
| все      | 4691    | 100     | 2383     | 50.80    | 2308  | 49.20 |
| міське   | 0       | 100     | 0        |          | 0     |       |
| сільське | 4691    | 100     | 2383     | 50.80    | 2308  | 49.20 |

## Сусідні гміни
Гміна Пневи межує з такими гмінами: Бельськ-Дужи, Блендув, Ґруєць, Жаб'я Воля, Мщонув, Тарчин.